# Teșovo
Teșovo (în bulgară Тешово) este un sat în Obștina Hadjidimovo, Regiunea Blagoevgrad, Bulgaria.

## Demografie
Componența etnică a satului Teșovo
     Bulgari (99,46%)
     Nicio identificare (0,53%)
     Altele (0%)
La recensământul din 2011, populația satului Teșovo era de 187 locuitori. Din punct de vedere etnic, majoritatea locuitorilor (99,46%) erau bulgari. Pentru 0,53% din locuitori nu este cunoscută apartenența etnică.